# Сімейний суд

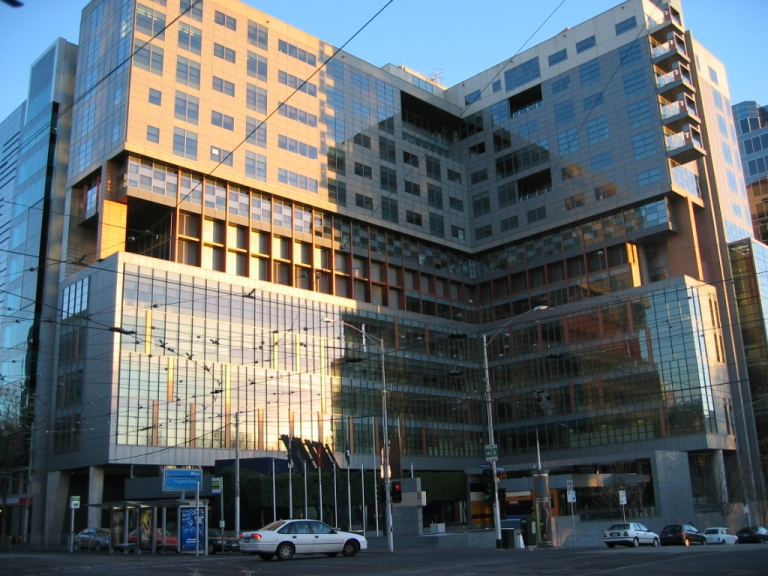
Будівля Федерального суду на розі вулиць Ла-Троб і Вільям-стріт, де розташоване відділення Сімейного суду Австралії в Мельбурні.

Сімейні суди спочатку були створені як канцелярські суди, скликані для вирішення питань і винесення наказів щодо сімейного права, включно з опікою над дітьми, і могли ігнорувати певні вимоги законодавства, якщо заявник/позивач приходив до суду з «чистими руками» і запит був розумним, «quantum meritu».
Сімейні суди розглядають усі справи, які стосуються сімейно-побутових відносин. Кожен штат США та кожна держава мають різні системи, які використовуються для розгляду справ у сімейному праві, включаючи рішення щодо справ про розлучення.

## У США

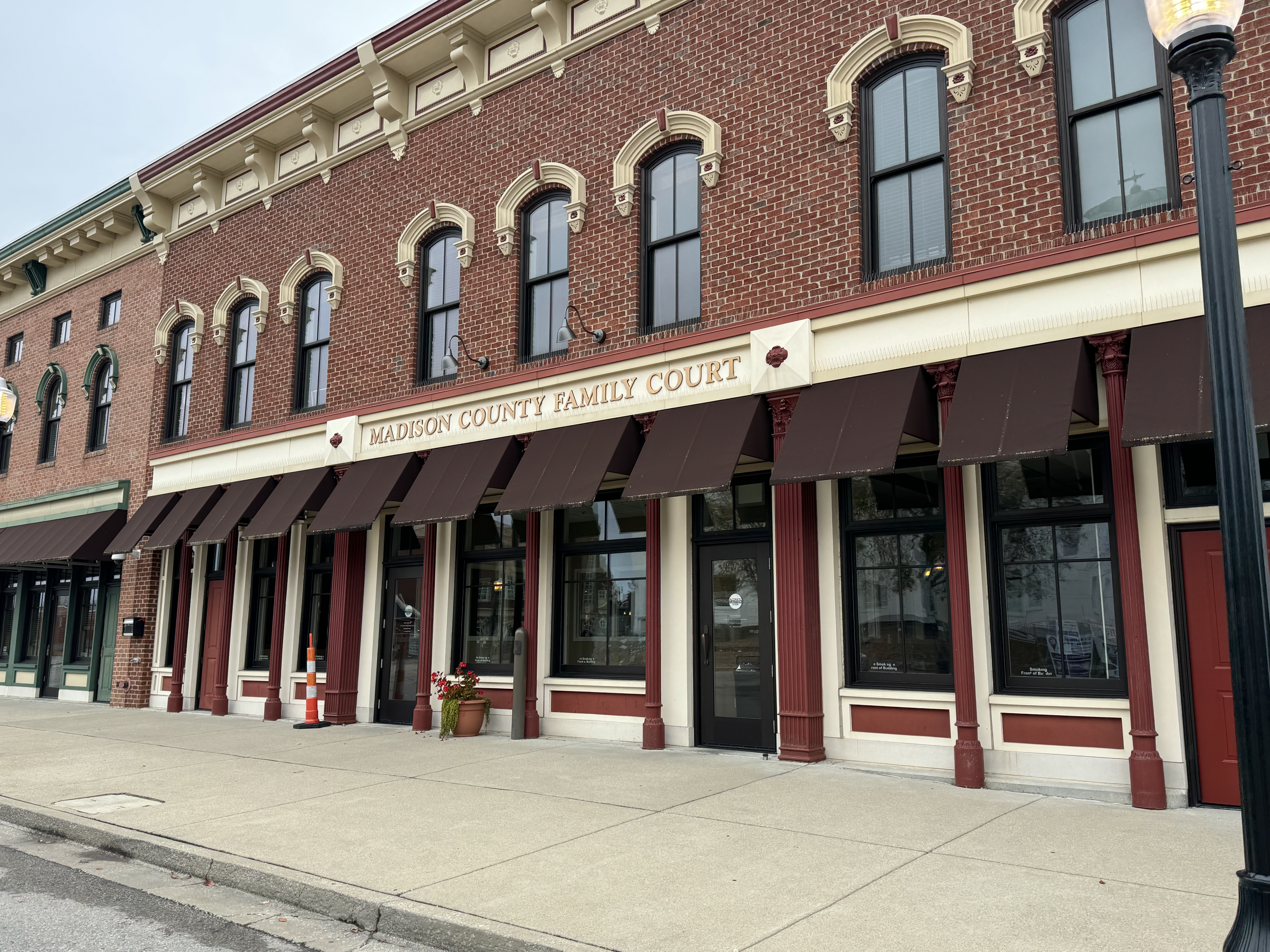
Сімейний суд округу Медісон у Річмонді, штат Кентуккі.

Сімейні суди вперше були створені в Сполучених Штатах наприкінці 1910-х років за наказом офіцерів пробації, які інвестували в успіх спеціалізованих судів із сімейних відносин. Члени Національної асоціації пробації (NPA) висунули ідею про те, що «об’єднання злочинів, пов’язаних із непідтримкою, неповнолітньою злочинністю та розлученням, у єдиний «сімейний суд» зменшить дублювання юрисдикцій і забезпечить глибоке реабілітаційне лікування офіцерів пробації у випадку конфліктів, пов’язаних із сім’єю». Ця ідея була мінімально успішною і призвела до різноманітних реформ сімейних судів протягом 1920-х і 1930-х років.
Початкова кримінальна природа сімейних судів була повільно замінена неявно цивільним підходом, починаючи з 1930-х років із прийняттям закону Нью-Йорка, розробленого для розгляду справ про відсутність аліментів як цивільної справи. Перехід до цивільної непідтримки по всій країні та додавання юрисдикції щодо розлучень призвело до того, що сімейні судові справи набули більш цивільного характеру. Ті, кого було визнано неповагою у цивільних справах про несплату матеріальної допомоги, все ще залишалися ув’язненими, оскільки вони перебували в системі кримінальної компенсації.
У 1933 році в Нью-Йорку було створено самостійний сімейний суд, «дещо плутано» названий Судом із сімейних відносин, щоб ще більше вивести сімейні справи з кримінальної юрисдикції. Однак насправді цей новий сімейний суд і ті, що пішли за ним, змішали кримінальний і цивільний компоненти, усунувши конституційний захист, запропонований кримінальним процесом, зберігаючи при цьому механізми примусового виконання, схожі на кримінальні. Крім того, Нью-Йорк прийняв Єдиний закон про підтримку утриманців (USDL), щоб забезпечити механізм міждержавного примусового виконання рішень сімейних судів.
Пізніше, коли участь офіцерів пробації зменшилася (частково завдяки типовому Закону про сімейні суди, розробленому НПА в 1959 році) і більше сімейних судів зберегли юрисдикцію у справах про розлучення, механізм сімейних судів став виглядати ще більш цивільним. Однак деякі аспекти виконання рішень сімейних судів все ще зберігають свої кримінальні корені за значного втручання держави, включаючи позбавлення волі як наслідок несплати аліментів на утримання дітей, стягнення заробітної плати, відкликання водійських прав та відмову у видачі паспортів. Деякі сімейні суди досі використовують старі кримінальні закони про несплату аліментів, навіть якщо захист, передбачений конституційними кримінальними процедурами, часто відсутній. Більшість справ розглядаються одноособово суддею без участі присяжних, за винятком штату Техас, де батьки мають право на розгляд справи судом присяжних. Ці розмиті відмінності між кримінальним і цивільним судочинством у сімейних судах призвели до закликів до реформування, стверджуючи, що, здавалося б, цивільний характер сімейних судів є методом, який використовується для обходу кримінально-процесуального захисту, зберігаючи при цьому кримінальний механізм примусу до виконання рішень.

## В Англії та Уельсі
Справи, пов’язані з дітьми, в основному розглядаються відповідно до Закону про дітей 1989 року, серед інших законів. Станом на 22 квітня 2014 року існує два сімейних суди:
- Сімейний відділ Високого суду
- Сімейний суд

Сімейний суд було створено відповідно до частини 2 Закону про злочини та суди 2013 року, яка об’єднує функції сімейного права судів графств і магістратських судів в одну.
Закон про дітей 1989 року охоплює два сценарії: справи приватного права, де заявник і відповідач зазвичай є батьками дитини; і публічно-правові справи, де заявником є місцева влада, а батьки зазвичай є відповідачами. Зараз точаться багато дискусій щодо того, чи спосіб застосування закону загалом призводить до результатів, які є корисними для відповідних сімей.
Справи, пов'язані з домашнім насильством, в основному розглядаються відповідно до частини IV Закону про сімейне право 1996 року.
В Англії сімейний суд може бути покликаний вимагати виплату аліментів, якщо дитина віком до 16 років або віком до 20 років отримує повну освіту (але не вище рівня A-Level або еквівалент).

## В Індії
Закон про сімейні суди 1984 року був прийнятий Парламентом Індії з метою створення сімейних судів для вирішення спорів, пов'язаних зі шлюбом та сімейними справами, у примирливий спосіб. Сімейні суди створюються в районах з населенням понад один мільйон осіб і можуть бути створені в інших районах, якщо уряд штату вважатиме це за необхідне. Сімейні суди мають юрисдикцію у різних справах, включаючи розлучення, поновлення подружніх прав, опіку, утримання, а також спори, пов'язані з майном та сімейним статусом.
Закон підкреслює важливість врегулювання та примирення, а сімейні суди заохочуються докладати зусиль для надання допомоги сторонам у досягненні врегулювання. Розгляд справ у сімейних судах може відбуватися в закритому режимі, і вони мають право звертатися за допомогою до медичних експертів, органів соціального забезпечення та інших фахівців.

## У Гонконзі
Сімейний суд Гонконгу в основному займається розлученнями та утриманням дітей.

## Сімейні суди на ґрунті ісламського права
У юрисдикціях, де панують шаріат та ісламська юриспруденція, сімейні суди дотримуються правил ісламської шлюбної юриспруденції.